# Série de billets de banque canadiens de 1935

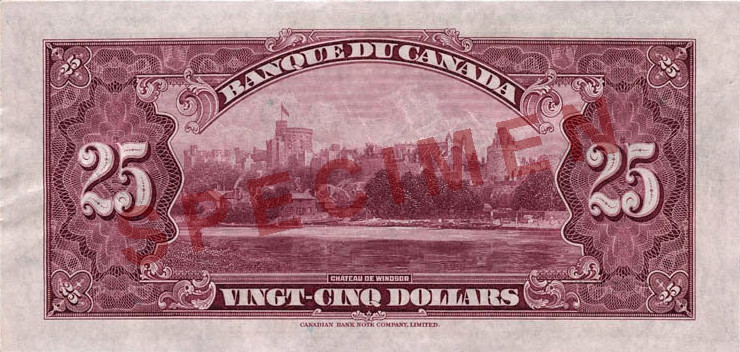
Verso du billet commémoratif de 25 $, série Canada 1935, version française

La série de 1935 est la première série de billets de banque canadiens émise par la Banque du Canada. La série est lancée le 11 mars 1935.
Les billets de cette série sont unilingues ; ils sont ainsi libellés soit en langue française, soit en langue anglaise. Elle compte des coupures qui ne seront pas reproduites dans les séries futures, comme les billets de 25 dollars et les billets de 500 dollars canadiens.

## Billets
| Valeur  | Recto (Anglais) | Recto (Français) | Verso (Anglais) | Verso (Français) | Couleur      | Description recto             | Description verso                       | Date d'émission |
| ------- | --------------- | ---------------- | --------------- | ---------------- | ------------ | ----------------------------- | --------------------------------------- | --------------- |
| 1 $     |                 |                  |                 |                  | Vert         | Le roi George V               | Allégorie de l'Agriculture              | 11 mars 1935    |
| 2 $     |                 |                  |                 |                  | Bleu         | La reine Mary de Teck         | Allégorie des transports                | 11 mars 1935    |
| 5 $     |                 |                  |                 |                  | Orange       | Le roi Edward VIII            | Allégorie de l'électricté               | 11 mars 1935    |
| 10 $    |                 |                  |                 |                  | Violet foncé | La princesse Mary             | Allégorie de la récolte                 | 11 mars 1935    |
| 20 $    |                 |                  |                 |                  | Rose         | La princesse Élizabeth        | Allegorie du test du grain des récoltes | 11 mars 1935    |
| 25 $    |                 |                  |                 |                  | Violet royal | George V et Mary de Teck      | Château de Windsor                      | 6 mai 1935      |
| 50 $    |                 |                  |                 |                  | Marron rouge | Le princeAlbert, Duke d'York  | Allégorie des inventions modernes       | 11 mars 1935    |
| 100 $   |                 |                  |                 |                  | Marron foncé | Le prince Henry de Gloucester | Allégorie du commerce et de l'industrie | 11 mars 1935    |
| 500 $   |                 |                  |                 |                  | Sépia        | John A. Macdonald             | Allégorie de la fertilité               | 11 mars 1935    |
| 1 000 $ |                 |                  |                 |                  | Olive        | Wilfrid Laurier               | Allégorie de la sécurité                | 11 mars 1935    |